# Валеве
Валѐве (на италиански: Valleve; на ломбардски: Alèv, Алев) е село и община в Северна Италия, провинция Бергамо, регион Ломбардия. Разположено е на 1141 m надморска височина. Населението на общината е 132 души (към 2017 г.).